# Egry József

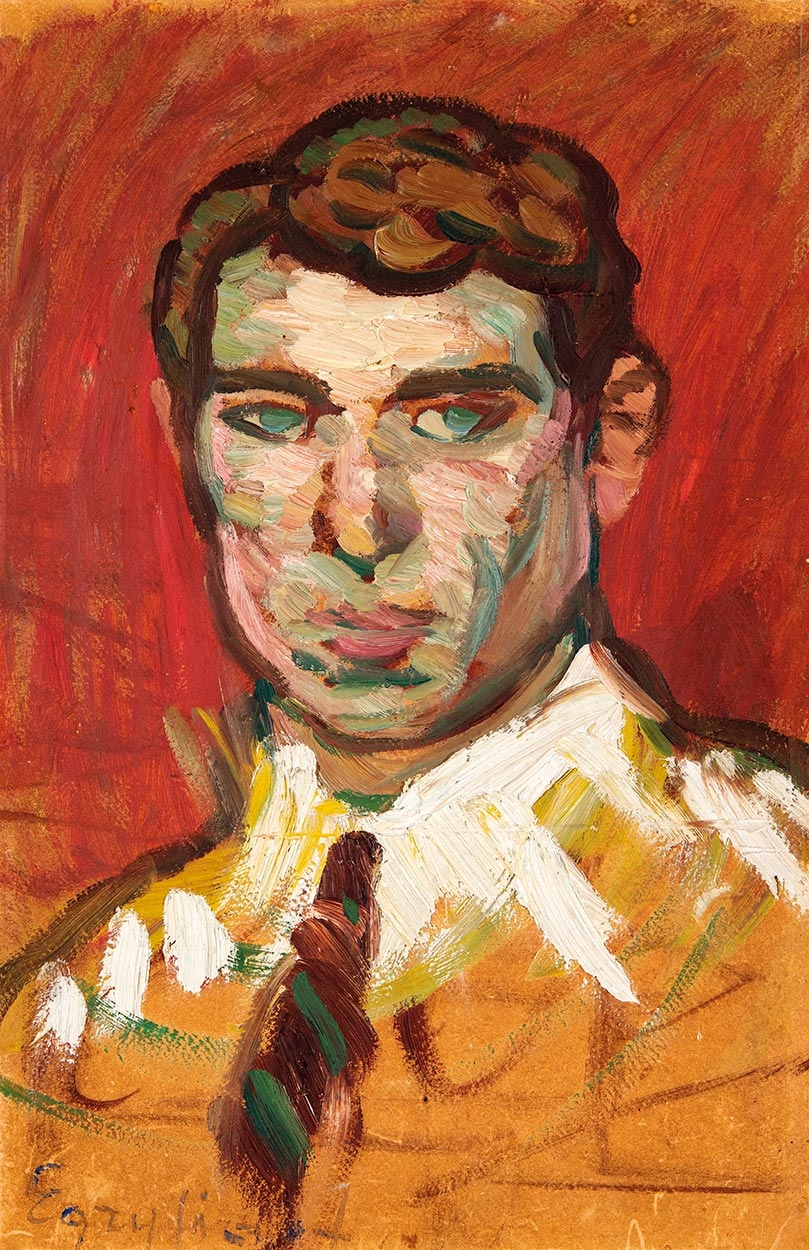
Önarcképe

Egry József (Zalaújlak, 1883. március 15. – Badacsonytomaj, 1951. június 19.) magyar  festő. Az expresszionista és a konstruktív stílusok mentén alakította ki egyedi természetelvű szemléletét.

## Élete, munkássága

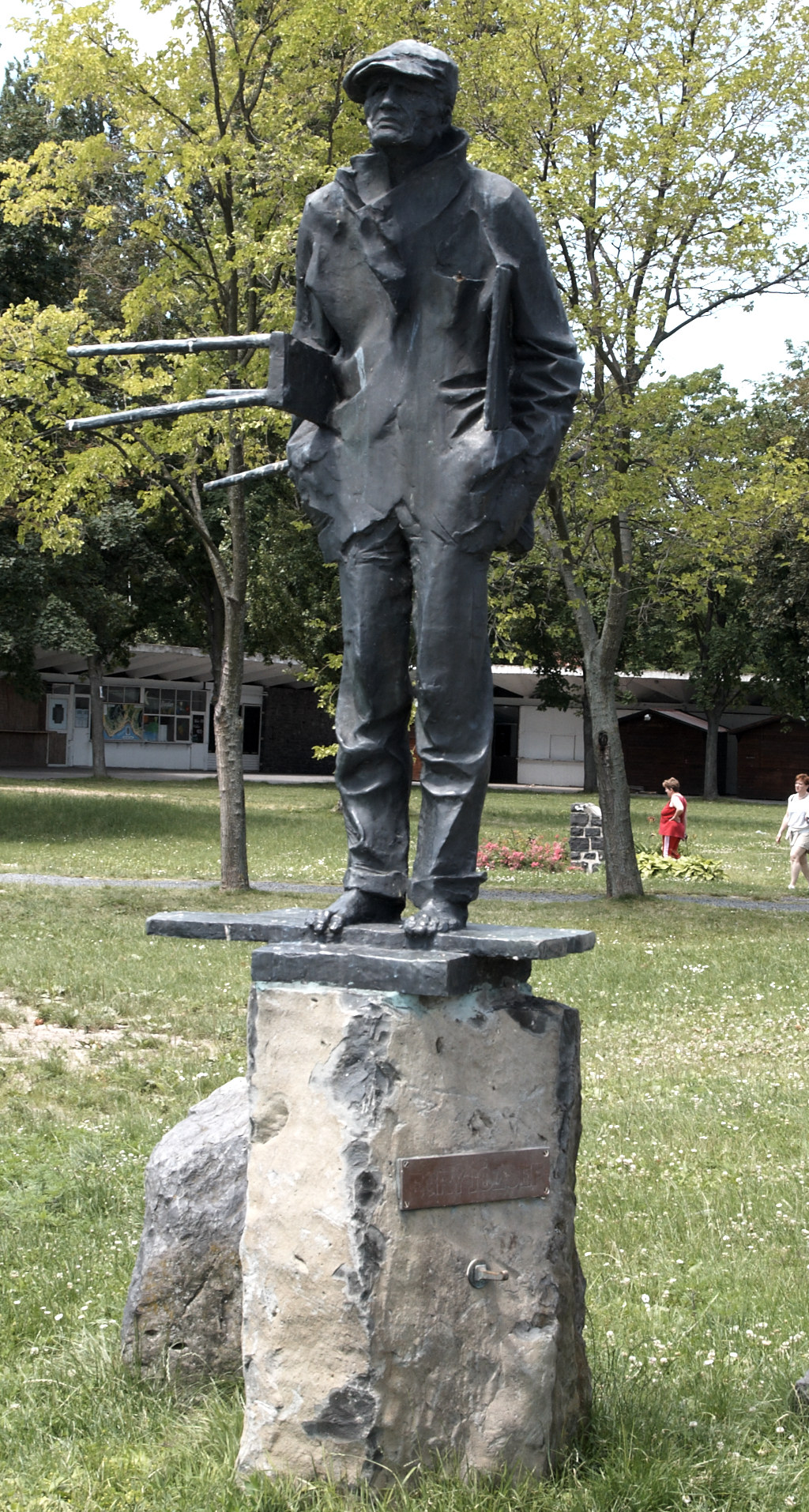
Egry József szobra a badacsonyi kikötőben

Napszámos-paraszti családban született. Autodidakta módon kezdett festeni, majd Lyka Károly segítségével egy évet Párizsban töltött. Onnan került a Képzőművészeti Főiskolára Szinyei Merse Pál és Ferenczy Károly mellé. 1910-től volt kiállító művész. 1911-ben kijutott Belgiumba, ahol nagy hatással voltak rá Meunier festő és szobrász kikötőmunkásokat formáló alakjai, néhány évig maga is a város peremén élő munkásembereket festette összefoglaló stílusban arany-barnás színvilágban.
Az első világháborúban gyakorlat közben súlyos baleset érte, ami után a badacsonyi hadikórházba került. Ott ismerte meg későbbi feleségét Vízkeletyné Pauler Juliskát, aki önkéntes ápolónőként tevékenykedett a kórházban.
Az 1920-as években kezdett a fény átalakító erejével foglalkozni. Eleinte az expresszionista szimbolikával közeledett a napkultuszhoz, egyéni erővel festett zaklatott, nyugtalan képeket. Olaj-pasztell vegyes technikát fejlesztett ki, hogy a fényköri jelenségekhez alkalmas testtelen felületekkel dolgozhasson.
A fénytől átjárt atmoszféra maradt a témája mindvégig. 1924-1929 között megtalálta a rendet. „Ünnepi ruhát veszek a lelkemre, mikor festek.” „Aki belép a természetbe, elveszti reális valóját.” Szivárvány képét a Grünewald isenheimi oltárán látott szivárványos félkör halál utáni lét szimbóluma inspirálta. Ezt bevonta saját fényjelenség-megfigyeléseibe. Önarcképei és a Kikiáltó, ami rejtett önarckép, magányosságának dokumentumai.
Részben a háborús sérülése következtében bekövetkező egészségi állapot-romlása miatt olaszországi utakra ment, főleg Sziciliába. Taormina (1930), majd Nervi (1938) című alkotásai ezekről az utakról származtak. Az ott látott erős fények megszilárdították elképzeléseit.
Művei egy témát variáltak, legfőképpen a balatoni tájat. Egyszerre szétbont és szerkeszt. A természetelvűség új értelmezése ez, amely teljesen eredeti hang az európai festészetben.
Utolsó befejezett műve az 1944-es Aranykapu.
1948-ban az elsők között kapta meg a Kossuth-díjat. 1951-ben halt meg a Badacsonyban, a badacsonytomaji temetőben nyugszik. Özvegye 1957-ben hunyt el.

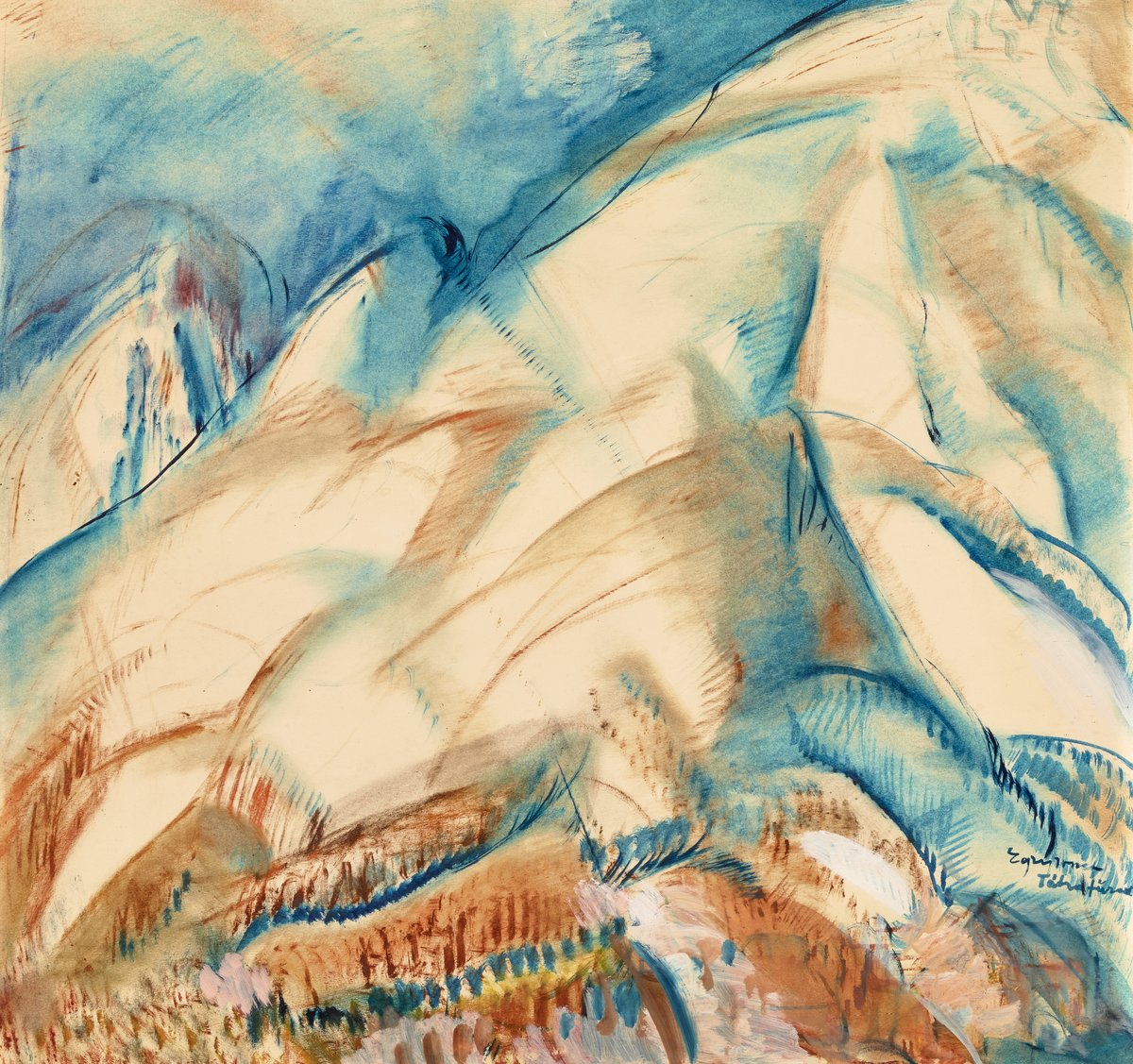
Egry József: Tátra (1929)

## Kiállításai
1909-ben kollektív kiállításon vett rész a Művészházban. Kiállításai voltak Berlinben (1926), Drezdában (1926), a Tamás Galériában (1928, 1930, 1933), az Ernst Múzeumban (1939). Emlékkiállítást 1951-ben rendeztek tiszteletére a Fővárosi Képtárban. 1957-ben a brüsszeli világkiállításon mutatták be képeit.

## Művei (válogatás)
- Éjjeli menhely előtt (1907, MNG)
- Ádám és Éva (1909)
- Kikötői munkások (1912)
- Szent Kristóf a Balatonnál (1927, Bakony Múzeum, Veszprém)
- Szent Kristóf a faluban (1927, MNG)
- Önarckép napsütésben (1927, MNG)
- Szivárvány (1930, MNG)
- Visszhang[12] (1936, MNG)
- Nap a víztükörben (1937)
- Aranykapu (1943-44)

## Társasági tagság
- Posztnagybányai stílus (Gresham-kör)
- KÚT (képzőművészet)
- Európai Iskola

## Díjai
- Ernst-díj (1924)
- Szinyei-Merse Pál Társaság tájképdíja (1926)
- Állami nagydíj (1945)
- Kossuth-díj (1948)
- Magyar Örökség díj ( posztumusz, 1998)

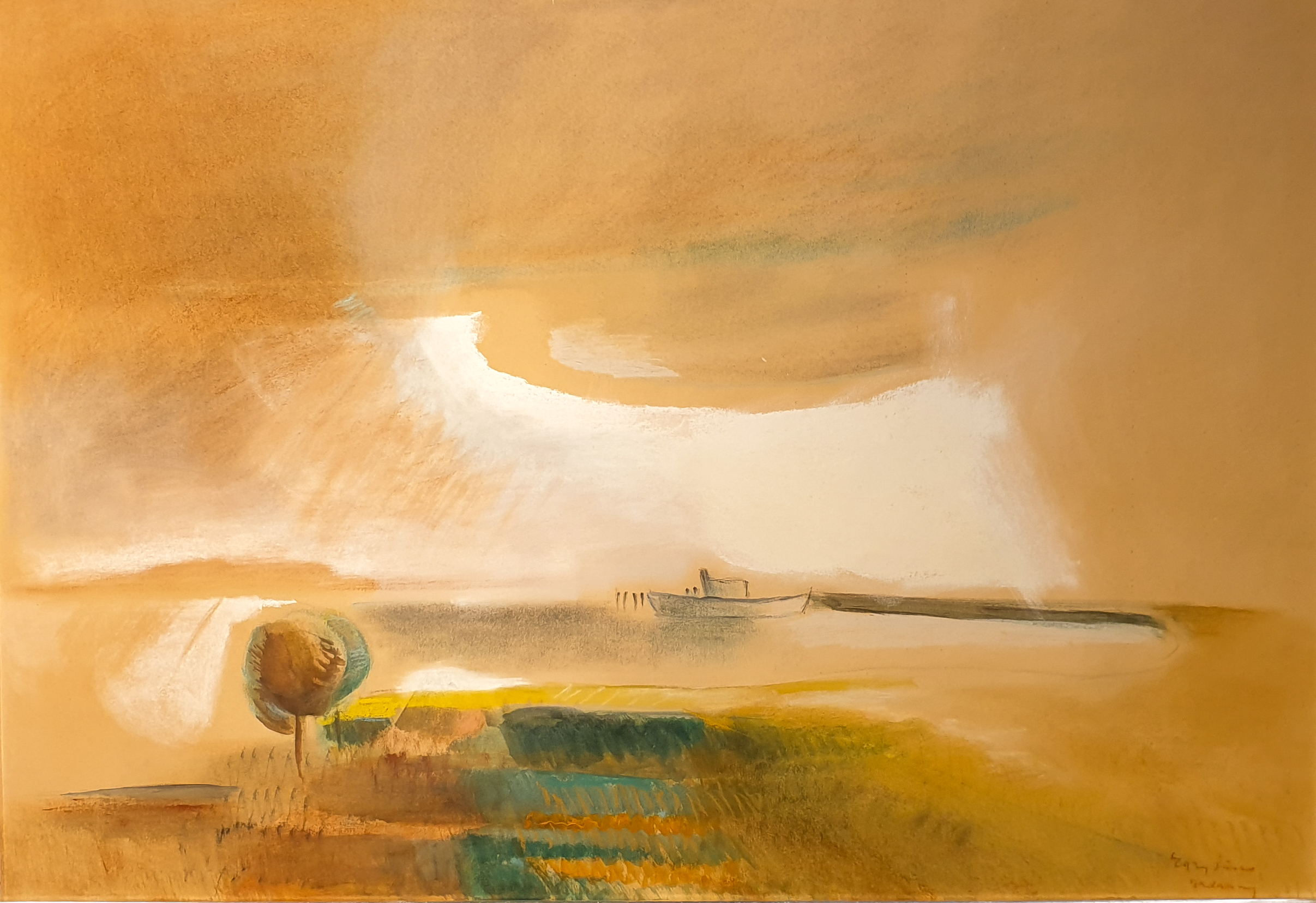
Hableány kikötő